# Resolución 51/29 del Consejo de Derechos Humanos de las Naciones Unidas
La resolución 51/29 del Consejo de Derechos Humanos de las Naciones Unidas fue una resolución adoptada el 7 de octubre de 2022 con respecto a Venezuela, donde la comunidad internacional aprobó la renovación por dos años más de la misión independiente que investiga crímenes de lesa humanidad en el país, se volvió a condenar la represión política proveniente de las instituciones de Venezuela y se exigieron elecciones libres e independientes.

## Contenido de la resolución
El proyecto fue impulsado por 39 países. Se detallan, entre otras cosas:
La resolución instó a Venezuela «a que libere inmediatamente a todos los presos políticos y a todas las demás personas privadas de libertad de manera ilegal o arbitraria, dando prioridad a las que se encuentran en situación de vulnerabilidad».
En el texto también se «expresa profunda preocupación por la situación de los derechos humanos y el medio ambiente en la región del Arco Minero del Orinoco, en donde existe explotación laboral de los mineros, así como trabajo infantil y trata de personas, y expresa especial preocupación por las violaciones y transgresiones de los derechos de los pueblos indígenas de la región».
Por otro lado, se exhortó «a los partidos de la República Bolivariana de Venezuela a que pongan en marcha sin demora o apoyen un proceso que posibilite la celebración de elecciones presidenciales y parlamentarias libres e imparciales, con un consejo nacional electoral independiente y un Tribunal Supremo imparcial e independiente, así como la plena libertad de prensa y la participación política sin trabas de todos los venezolanos y todos los partidos políticos, sin temor a consecuencias o injerencias, respetando las normas internacionales y los derechos civiles y políticos».

## Votación
La resolución fue aprobada con 19 votos a favor, 5 en contra y 23 abstenciones.
Los países que votaron a favor fueron Alemania, Brasil, Chequia, Estados Unidos de América, Finlandia, Francia, Gambia, Islas Marshall, Japón, Lituania, Luxemburgo, Malawi, Montenegro, Países Bajos, Paraguay, Polonia, Reino Unido de Gran Bretaña e Irlanda del Norte, República de Corea y Ucrania.
Los países que votaron en contra fueron Bolivia, China, Cuba, Eritrea y Venezuela.
Los países que se abstuvieron de votar fueron Argentina, Armenia, Benin, Camerún, Côte d’Ivoire, Emiratos Árabes Unidos, Gabón, Honduras, India, Indonesia, Kazajstán, Libia, Malasia, Mauritania, México, Namibia, Nepal, Pakistán, Qatar, Senegal, Somalia, Sudán y Uzbekistán.

## Reacciones
Paraguay destacó los informes realizados respecto a Venezuela, mientras que China calificó de «injerencista» la misión internacional en Venezuela.